# Erik Schumann

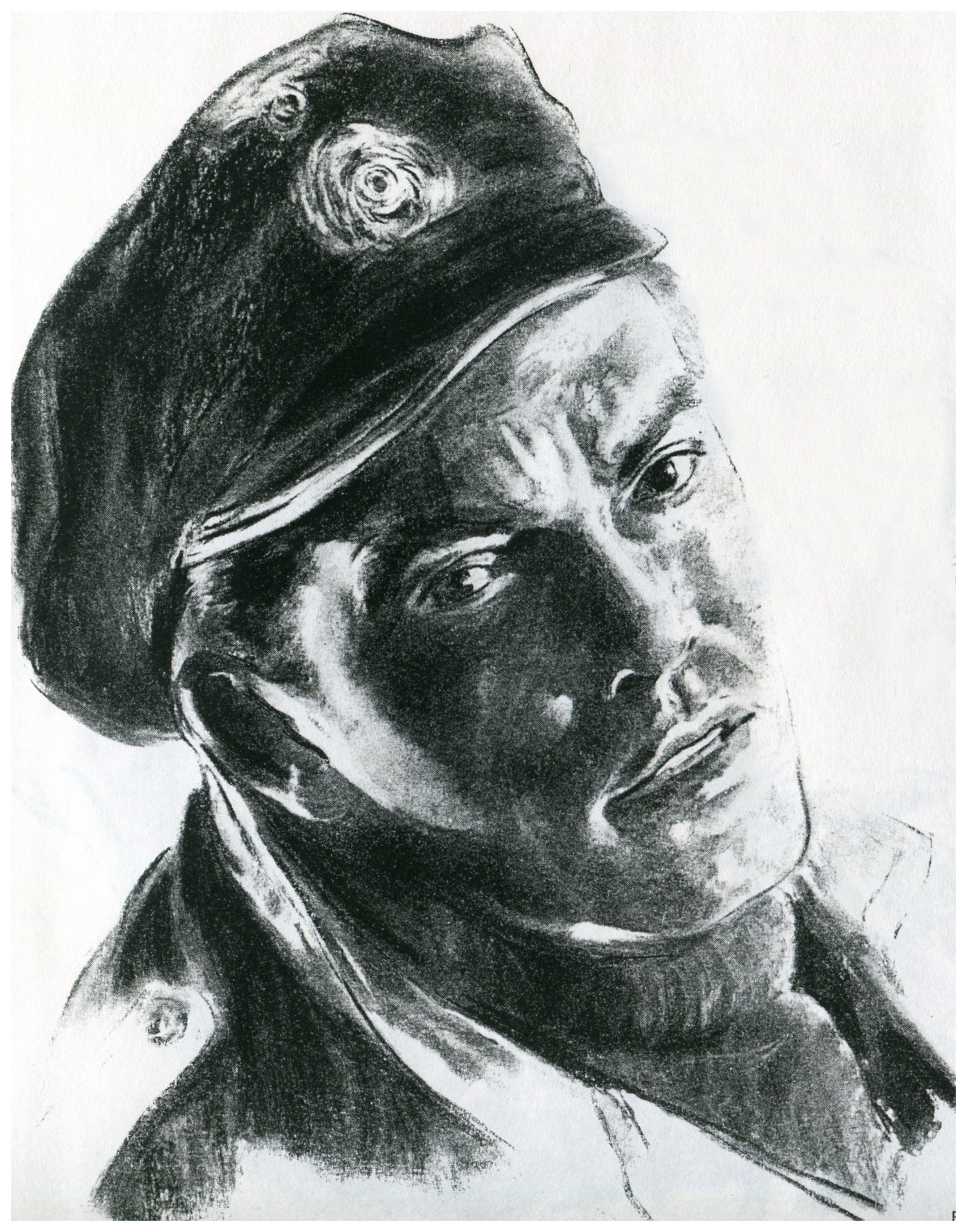
Erik Schumann als Hans Schott im Film Nacht fiel über Gotenhafen, Zeichnung von Helmuth Ellgaard, 1959

Erik Schumann, auch: Schuman, (* 15. Februar 1925 in Grechwitz; † 9. Februar 2007 in München) war ein deutscher Schauspieler und Synchronsprecher.

## Leben
Neben einer Musikerausbildung für Klavier und Posaune nahm er am Dresdner Konservatorium Schauspielunterricht. Danach erhielt er ab 1943 erste Engagements am Staatstheater Dresden, am Berliner Schloßparktheater sowie in Frankfurt am Main, in Stuttgart und in München.
Seine erste Filmrolle, abgesehen von einem Auftritt als Jugendlicher in dem Propagandafilm Himmelhunde von 1942, hatte Erik Schumann in dem DEFA-Film Semmelweis – Retter der Mütter als Corps-Student. 1954 spielte er erstmals eine Rolle in einem bundesrepublikanischen Film, in Konsul Strotthoff. Der Durchbruch gelang ihm mit dem Ost-West-Liebesdrama Himmel ohne Sterne von Helmut Käutner. Von da an war er an der Seite von Heinz Erhardt, Bernhard Wicki, Hansjörg Felmy, Ulla Jacobsson, Sonja Ziemann und Gunnar Möller u. a. in unterschiedlichen Rollen sehen. In Fabrik der Offiziere trat er 1960 neben Helmut Griem und Horst Frank auf. Daneben wirkte er auch in zahlreichen Fernsehproduktionen mit. Gastauftritte hatte er in Fernsehserien wie Der Kommissar und Derrick. Sein Einsatz als Ermittler in der Fernsehreihe Tatort blieb 1981 auf eine Folge beschränkt. Seine letzte Rolle spielte er 2004 in dem Kriminalfilm Mörderischer Plan.
1987 war er der erste Jedermann bei den Berliner Jedermann-Festspielen.
Erik Schumann war zweimal verheiratet (in erster Ehe mit der Schauspielerin Erika Dannhoff) und hatte zwei Kinder. Er lebte zuletzt in Straßlach bei München, wo er im Februar 2007 knapp eine Woche vor seinem 82. Geburtstag einem Krebsleiden erlag und dort auch beigesetzt wurde.

### Synchronisationen
Bereits 1949 begann er seine Synchronisationstätigkeit und lieh in den folgenden Jahrzehnten seine Stimme Schauspielern wie Tony Curtis in Manche mögen’s heiß, Cary Grant in Leoparden küßt man nicht, Jack Nicholson in Die Ehre der Prizzis, Robert Hardy in Der Doktor und das liebe Vieh und darüber hinaus Marcello Mastroianni, Jean-Louis Trintignant, Peter O’Toole und anderen. Auch beim Rundfunk war seine markante Stimme für Hörspielproduktionen sehr gefragt, so sprach er 1968 beim Bayerischen Rundfunk in sechs Sherlock-Holmes-Geschichten den Dr. Watson. Ebenso war Erik Schumann in Rollen zahlreicher Fernsehserien zu hören, so für Martin Landau in der ersten Synchronphase von Kobra, übernehmen Sie, für Pernell Roberts in Trapper John, M.D. oder für Jack Klugman in Du schon wieder. Bei der Serie Eine schrecklich nette Familie führte er Synchronregie und war als Stimme des Hundes Buck zu hören. In der brasilianischen Telenovela Sinha Moça lieh er dem dortigen Kinostar Rubens de Falco seine Stimme. Dieser stellte Colonel Ferreira dar. 2000 synchronisierte Schumann die im Original von Kelsey Grammer gesprochene Rolle des Goldgräbers Stinke-Piet in dem von Pixar produzierten Animationsfilm Toy Story 2.

## Filme
- 1942: Himmelhunde
- 1950: Semmelweis – Retter der Mütter
- 1950: Familie Benthin
- 1954: Konsul Strotthoff
- 1955: Griff nach den Sternen
- 1955: Frauen um Richard Wagner (Magic Fire)
- 1955: Himmel ohne Sterne
- 1956: Studentin Helene Willfüer
- 1956: Regine
- 1956: Johannisnacht
- 1956: Heiße Ernte
- 1957: Ein Stück vom Himmel
- 1957: Junger Mann, der alles kann
- 1957: Wenn Frauen schwindeln
- 1958: Vater, Mutter und neun Kinder
- 1958: Unruhige Nacht
- 1959: So angelt man keinen Mann
- 1959: Natürlich die Autofahrer
- 1960: Nacht fiel über Gotenhafen
- 1960: Wir Kellerkinder
- 1960: Fabrik der Offiziere
- 1961: Barbara
- 1961: Frage Sieben (Question 7)
- 1961: Schritte in der Nacht
- 1962: Verrat auf Befehl (The Counterfeit Traitor)
- 1962: Muß i denn zum Städtele hinaus
- 1963: Durchbruch Lok 234
- 1963: Flucht der weißen Hengste (Miracle of the White Stallions)
- 1964: Komödie der Irrungen (Fernsehfilm)
- 1964: Die Zeit der Schuldlosen
- 1965: Old Surehand 1. Teil
- 1965: Das Kriminalmuseum – Die Ansichtskarte (Fernsehserie)
- 1966: Melissa
- 1966: In Frankfurt sind die Nächte heiß
- 1967: Das Rasthaus der grausamen Puppen
- 1967: Wenn es Nacht wird auf der Reeperbahn
- 1968: Mexikanische Revolution (Fernsehfilm, 2 Teile)
- 1968: Paradies der flotten Sünder
- 1968: 69 Liebesspiele
- 1969: Die Kuba-Krise 1962
- 1969: Eine Frau ohne Bedeutung (Fernsehfilm)
- 1969: Auf der Reeperbahn nachts um halb eins
- 1969: Der Kommissar – Die Waggonspringer (Fernsehserie)
- 1969–1975: Gestern gelesen (Fernsehserie, 53 Folgen)
- 1970: Saarbrücken, an einem Montag (Fernsehfilm)
- 1972: Hoopers letzte Jagd (Fernsehfilm)
- 1972: Gestern gelesen (Fernsehserie)
- 1973: Olifant (Fernsehfilm)
- 1973: Der Kommissar – Der Geigenspieler (Fernsehserie)
- 1974: Ay, ay, Sheriff (Fernsehfilm)
- 1975: Der Kommissar – Am Rande der Ereignisse
- 1976: Whispering Death – „Der flüsternde Tod“
- 1976: Chinesisches Roulette
- 1977: Slavers – Die Sklavenjäger
- 1977: Es muß nicht immer Kaviar sein (Fernsehserie)
- 1978: Tochter des Schweigens (Fernsehserie)
- 1978: Kleine Geschichten mit großen Tieren (Fernsehfilm)
- 1978: Ein Hut von ganz spezieller Art (Fernsehfilm)
- 1979: Exil
- 1980: Lili Marleen
- 1981: Tatort: Das Zittern der Tenöre
- 1981: Ein Fall für zwei (Fernsehserie, Folge 3, Episode: „Das Haus in Frankreich“)
- 1981: Sonderdezernat K1 – Die Spur am Fluss
- 1981: Die Sehnsucht der Veronika Voss
- 1983: Derrick – Tödliches Rendezvous
- 1985: Christopher Columbus
- 1985: Ein Mann ist soeben erschossen worden
- 1984: Die Krimistunde (Fernsehserie, Folge 9, Episode: „Ein Weg zum Erfolg“)
- 1986: Die Untersuchung (L’inchiesta)
- 1986: Manuel – Jäger des Herzens
- 1989: Hotel Paradies
- 1993: Der Sandmann
- 2004: Mörderischer Plan

## Hörspiele (Auswahl)
- 1952: Dorothy L. Sayers: Es geschah im Bellona-Club (George Fentiman) – Regie: Fränze Roloff (Hörspielbearbeitung, Kriminalhörspiel – HR)
- 1958: Wilhelm Meyer-Förster: Alt-Heidelberg. Bearbeitung: Hartmann Goertz. Regie: Heinz-Günter Stamm BR.
- 1961: Georges Simenon: Maigret und der gelbe Hund. Bearbeitung: Gert Westphal. Regie: Heinz-Günter Stamm BR. Der Audio Verlag 2005. ISBN 978-3-89813-390-6.
- 1966: Arthur Conan Doyle: Der Hund von Baskerville. (Dr. Mortimer) Bearbeitung: Michael Hardwick. Regie: Heinz-Günter Stamm. BR
- 1966: Dorothy L. Sayers: Glocken in der Neujahrsnacht. (4 Teile) (Lord Peter Wimsey) Regie: Otto Kurth. BR. CD-Edition: Pidax Film Media Ltd. (Alive) 2014
- 1968: Arthur Conan Doyle: Das letzte Problem. (Dr. Watson) Bearbeitung: Michael Hardwick. Regie: Heinz-Günter Stamm. BR
- 1968: Arthur Conan Doyle: Das leere Haus. (Dr. Watson) Bearbeitung: Michael Hardwick. Regie: Heinz-Günter Stamm. BR